# ميخوطية
الميخوطية (الاسم العلمي: Myxobolidae) هي فصيلة من المواخط تتبع رتبة ثنائيات المصراع من طائفة مخاطيات الأبواغ.

## أجناس
- الميخوط